# 1924 w sztukach plastycznych
Wydarzenia w sztukach plastycznych i wizualnych w 1924 roku.

## Wydarzenia
- W Paryżu powstało Biuro Badań Surrealistycznych „Centrala”[1].
- André Breton opublikował pierwszy manifest surrealizmu[2].

## Malarstwo
- Marc Chagall

Zielony skrzypek (1923/1924) – olej na płótnie
- Henryk Berlewi

Mechano-Faktura biało-czerwono-czarna
- Stanisław Masłowski

Gryka – akwarela

## Rysunek
- Stanisław Ignacy Witkiewicz

Krótki romans... – ołówek na papierze, 26,6x37,8

## Urodzeni
- Andrzej Samulowski (zm. 2002), polski malarz
- 7 marca – Eduardo Paolozzi (zm. 2005), rzeźbiarz szkocki
- 14 marca – Jerzy Lewczyński (zm. 2014), polski artysta fotograf, krytyk i publicysta
- 10 kwietnia - Kenneth Noland (zm. 2010), amerykański malarz
- 28 sierpnia – Andrzej Matuszewski (zm. 2008), polski malarz, twórca happeningów i teoretyk sztuki

## Zmarli
- Stanisław Dębicki (ur. 1866), polski malarz i ilustrator książek
- 11 lutego – Jean-François Raffaëlli (ur. 1850), francuski malarz, grafik, rzeźbiarz i litograf
- 9 marca – Daniel Ridgway Knight (ur. 1839), amerykański malarz
- 1 kwietnia – Johanne Krebs (ur. 1848), duńska malarka
- 7 listopada - Hans Thoma (ur. 1839), niemiecki malarz i grafik
- 28 grudnia – Léon Bakst (ur. 1866), malarz, projektant scenografii i kostiumów teatralnych